# Курданов, Хусейн Абукаевич
Хусе́йн Абука́евич Курда́нов (род. 26 августа 1952 года) — советский и российский медик, специалист в области молекулярных и клеточных механизмов атеро-и тромбогенеза. Экс-министр здравоохранения Карачаево-Черкесии РФ (2008—2011 годы). Помощник - советник президента Республики Ингушетия.

## Биография
Родился 28 августа 1949 года в горном селе Лашкута. В 1972 году окончил Кабардино-Балкарский государственный университет с отличием по специальности лечебное дело.
С 1985 года доктор медицинских наук, с 1987 года — профессор.
- с 06.1970 по 08.1972 — медбрат курортной поликлиники, г.Нальчик
- с 09.1972 по 11.1976 — штатный врач, преподаватель хирургии Нальчикского медицинского училища г. Нальчик
- с 11.1976 по 09.1977 — врач-хирург экстренной помощи хирургического отделения № 2 Республиканской клинической больницы, г. Нальчик
- С 10.1977 по 07.1980 — учёба в аспирантуре, г. Москва
- с 07.1980 по 09.1980 — ассистент кафедры госпитальной терапии Кабардино-Балкарского государственного университета, г. Нальчик
- с 09.1980 по 01.1983 — младший научный сотрудник, старший научный сотрудник института медико-биологических проблем РАН, г. Москва
- с 01.1983 по 05.1987 — старший научный сотрудник клинического отделения института кардиологии, г. Москва
- с 05.1987 по 12.1993 — заведующий кафедрой внутренних болезней Кабардино-Балкарского государственного университета, г. Нальчик
- с 12.1993 по 10.1998 — заместитель председателя Президиума Кабардино-Балкарского научного центра РАН. г. Москва
- с 10.1998 по 12.2004 — заместитель директора Международного центра астрономических и медико-экологических исследований, г. Нальчик
- с 01.2005 по 11.2008 — директор Центра медико-экологических исследований филиала Государственного научного центра Российской-Федерации Института медико-биологических проблем РАН, г. Москва
- с 2009 по 2015 — министр здравоохранения Карачаево-Черкесии РФ

### Членство
- Член Президиума Всероссийского общества кардиологов (Москва)
- Почетный член Общеарабской ассоциации по артериальной гипертонии (Египет)
- Член Американского общества по атеросклерозу (Вашингтон).
- Член Ученого Совета Министерства здравоохранения и социального развития РФ
- Член Межведомственных Советов Министерства здравоохранения и социального развития РФ
- Член Российской академии наук по сердечно-сосудистым заболеваниям и гипоксии
- Член специализированного Совета по защите кандидатских и докторских диссертаций при Кабардино-Балкарском госуниверситете и Комиссии по Госпремиям КБР в области науки и техники

## Публикации
Написал более 280 научных работ, которые были опубликованные не только в России, но и за рубежом: США, Англии, Франции, Канаде, Германии, Японии, Австралии, Италии, Норвегии, Австрии, Перу и др. Издал в соавторстве 16 монографий.

## Награды и звания
- Заслуженный деятель науки РФ (2000)
- Лауреат премии Ленинского комсомола в области науки и техники
- Лауреат премии Сената Италии в области науки для иностранных ученых
- Обладатель стипендии Президента России для выдающихся ученых страны